# 尤塔诺夫卡农村居民点
尤塔诺夫卡农村居民点（俄语：Ютановское сельское поселение）是俄罗斯联邦别尔哥罗德州沃洛科诺夫卡区所属的一个农村居民点。其下辖有10个居民点，行政中心为尤塔诺夫卡。据2016年统计，该农村居民点的人口为2670人。